# Palacio Euskalduna
El Palacio de Congresos y de la Música Euskalduna Jauregia, más conocido como Palacio Euskalduna, es un centro de convenciones y de espectáculos situado en la villa de Bilbao, País Vasco, España. Fue inaugurado el 19 de febrero de 1999. Sus arquitectos son Federico Soriano y Dolores Palacios. Cuenta con espacios hábiles para espectáculos escénicos y para la celebración de reuniones y demás actos del mundo empresarial. Se ubica junto a la ría de Bilbao, ocupando parte de los terrenos sobre los que se levantaron los Astilleros Euskalduna. Es sede de la Orquesta Sinfónica de Bilbao (BOS, Bilbao Orkestra Sinfonikoa).

## Edificación
Iniciadas las obras en 1994, fue inaugurado en febrero de 1999 y representa la consolidación de la actividad musical y de la actividad de congresos que han caracterizado el papel tradicional de Bilbao como polo de un intenso turismo comercial.
La superficie total del proyecto supera los 25 000 metros cuadrados. Alberga una Sala Principal con 2.164 localidades, tres salas menores, ocho salas de ensayo, siete salas para conferencias y ruedas de prensa, así como el resto de instalaciones complementarias (cafetería, restaurante, galería comercial, etc.). El edificio tiene una altura de 53 metros y 7 plantas, y su fachada orientada a la ría se cubre con planchas metálicas oxidadas, en homenaje a la antigua actividad naviera y siderúrgica de la ciudad.
El auditorio tiene el mayor escenario de todos los teatros de Europa, con 1.770 metros cuadrados.
En el año 2003 fue galardonado por la AIPC (Asociación Internacional de Palacios de Congresos) como el mejor centro de congresos del mundo. Junto con el Teatro Arriaga y el Teatro Campos Elíseos, alberga el grueso de espectáculos musicales y teatrales de la ciudad.
El Palacio Euskalduna está bien comunicado, principalmente por tranvía, ya que dispone de una estación homónima junto a la entrada. Otras formas de llegar son el Metro de Bilbao desde la Estación de San Mamés (L1 y L2) (salida Sabino Arana) y el tren de Renfe Cercanías Bilbao desde su salida a través del intercambiador de San Mamés (C-1 y C-2).
Además, dentro del edificio, en la tercera planta se encuentra el restaurante Eneko Bilbao, dirigido por Eneko Atxa, cocinero vasco de renombre internacional. 
Junto al Palacio Euskalduna hay varias obras de arte urbano, como el conocido Bosque de árboles: unas farolas en forma de árbol colocadas en grupos, que forman una especie de bosque. 
Un nuevo espacio de 2200 m² ha sido habilitado, extendiéndose sobre la explanada anterior, en la vertiente Este del edificio actual.